# Renato Ziggiotti
Renato Ziggiotti (Bevadoro di Campodoro, 9 ottobre 1892 – Albarè di Costermano, 19 aprile 1983) è stato un presbitero e educatore italiano.
È stato Rettor Maggiore dei Salesiani, quinto successore di Don Bosco, dal 1952 al 1965, e "primo Rettor Maggiore emerito della Congregazione salesiana".

## Biografia
Figlio di Eustachio e Luigia Castegnaro era nato, ottavo di undici figli, il 9 ottobre 1892 a Bevadoro (frazione del comune di Campodoro, provincia di Padova e diocesi di Vicenza).
Intraprese gli studi dalle elementari al ginnasio presso il collegio salesiano Manfredini di Este (PD), entrando sin da bambino a conoscenza degli insegnamenti di don Bosco. “Posso dire di essere salesiano dal primo uso della ragione” esclamò in seguito, appena eletto Rettor Maggiore.
Nel 1908 si recò a Foglizzo Canavese (TO), dove a quei tempi si trovava il Noviziato Salesiano per l'Altitalia, e lì conobbe Luigi Maria Olivares (futuro vescovo di Sutri e Nepi e venerabile della chiesa cattolica). Sempre a Foglizzo, il 15 settembre 1909, quasi diciassettenne, consegnò i primi voti nelle mani del Rettor Maggiore don Michele Rua.
Intraprese gli studi liceali e di filosofia scolastica presso il Seminario Missioni Estere di Torino-Valsalice, dov'era collocata la tomba di don Bosco. Conseguì la licenza d'onore, che gli apriva le porte all'Università garantendogli il completo condono delle tasse governative.
Nel liceo salesiano Valsalice ebbe come compagno di studi il chierico Carlo Crespi e come insegnante don Vincenzo Cimatti. 
Sempre a Valsalice, nel 1910, passò più notti al capezzale di don Michele Rua, primo successore di don Bosco, e proclamato beato nel 1972.
Durante la seconda liceo fu inviato, con l'incarico di supplente di un insegnante, a Varazze, dov'era direttore don Carlo Viglietti, ultimo segretario di don Bosco, e a Bologna.
Dal 1912 al 1915 fu a Verona per gli studi di teologia e il tirocinio pratico come professore di lettere. Gli venne affidata subito una prima ginnasio di oltre cinquanta alunni. In quegli anni emise i voti perpetui e si iscrisse alla Facoltà di Lettere dell'Università di Padova.
L'entrata in guerra dell'Italia nel 1915 lo vide costretto ad abbandonare gli studi per vestire la divisa militare. Fu assegnato al Corpo di Artiglieria da Campagna di Verona, 8º Reggimento. Divenne presto sottotenente e poi tenente. Nell'agosto del 1916 venne sorteggiato come bombardiere e mandato in trincea sul fronte del Carso. Nel 1917 fu ferito al braccio sinistro in seguito al crollo di una struttura causato da una granata che aveva colpito il deposito munizioni, e nei sei mesi di degenza riprese gli studi dei libri di teologia e delle dispense universitarie. Ritornato nelle trincee di Gorizia e, più tardi, sul Piave, fu attivo combattente fino all'armistizio del 4 novembre 1918.

Don Renato Ziggiotti

Nel 1919 ritornò al Manfredini di Este, dove completò gli studi teologici.
L'8 dicembre 1920 venne ordinato sacerdote dell'Ordine dal vescovo di Padova mons. Luigi Pellizzo.
Nel 1921 conseguì la laurea in lettere presso l'Università di Padova.
Rimase ad Este in qualità di insegnante e Consigliere Scolastico, prima carica assunta in Congregazione salesiana, fino al 1924, quando fu proposto per la fondazione del nuovo collegio salesiano “Don Bosco” di Pordenone, dove fu direttore e insegnante di Italiano, Latino e Religione fino al 1930. Realizzò la costruzione del corpo centrale del collegio.
Nel 1931 il Rettor Maggiore don Filippo Rinaldi lo chiamò a Torino per affidargli la direzione dell'Ispettoria Centrale “Sacro Cuore”, da qualche anno istituita per accogliere le crescenti vocazioni missionarie ispirate dalla figura di don Bosco, che era stato proclamato beato nel 1929 e verrà canonizzato nel 1934.
Nel 1935 fu Ispettore in Sicilia, e poi, per ben 13 anni, dal 1937 al 1950, ebbe riconfermato l'incarico di Consigliere Scolastico Generale della Congregazione, che per i Salesiani è il ruolo di responsabile superiore degli studi, della stampa e delle pubblicazioni interne. Il suo impegno fu a favore degli studentati filosofici e teologici, mentre si veniva delineando e preparando a Torino, nel 1940, l'erezione delle tre pontificie facoltà di Teologia, Filosofia e Diritto Canonico, costituenti l'Ateneo Pontificio Salesiano di Torino, che diventerà in seguito l'Università Pontificia Salesiana di Roma “Maria Sede della Sapienza”.
Durante il secondo conflitto mondiale diresse un'opera di soccorso nella città di Torino. In seguito ai bombardamenti del 1942 salvò dalle fiamme la vecchia biblioteca, l'istituto del “Buon Pastore” e altri luoghi della Congregazione.
Nel 1950 il Rettor Maggiore don Pietro Ricaldone lo nominò Vicario Generale (all'epoca si chiamava Prefetto), assumendo così la seconda carica nella gerarchia salesiana.
In seguito alla morte di don Ricaldone, il Capitolo Generale XVII, composto da 102 tra Superiori, Ispettori e Delegati salesiani, radunato il 1º agosto 1952 nella Casa Madre di Valdocco, diede voto unanime al primo scrutinio per la nomina di don Renato Ziggiotti a Rettor Maggiore dei Salesiani, quinto successore di don Bosco, divenendo anche il primo Rettor Maggiore originario di fuori del Piemonte.
Nei tredici anni in cui fu Rettore, i Salesiani conobbero il periodo di massima diffusione in Italia e nel mondo.
"Durante il suo rettorato, dall'agosto 1952 al maggio 1965, la Congregazione toccò il massimo della floridezza per numero di membri ed opere. Da 16.900 confratelli, superarono i 22.000; le ispettorie da 52 salirono a 73; le case da 1093 a quasi 1400. Si edificò la Basilica di San Giovanni Bosco a Roma e il santuario Don Bosco sul Colle dei Becchi (TO), ora Colle don Bosco. Ottenne di portare a Roma l'allora Pontificio Ateneo Salesiano (ora Università Pontificia Salesiana). Partecipò alle prime tre sessioni del Concilio Ecumenico Vaticano II, accompagnato da una corona numerosa di vescovi salesiani e dal Cardinale Raúl Silva Henríquez. Ma soprattutto volle visitare le Ispettorie e tutte le case della Congregazione (e quasi tutte quelle delle Figlie di Maria Ausiliatrice) e parlare, anche se brevemente, con ognuno dei confratelli, ad eccezione di pochi settori soprattutto nell'Europa di oltre cortina. Prese inoltre contatto con i vari gruppi della Famiglia Salesiana. Queste visite avrebbero inciso certamente sulla sua salute, ma le volle realizzare con coraggio e sacrificio, sorretto da un'intuizione di fede che gli faceva percepire l'urgenza di una tessitura di unità nell'esplosione dei tempi nuovi [...]. Un compito quasi impossibile per il Superiore generale di una congregazione tanto grande. E lui l'ha realizzata in più di sette anni di spossanti viaggi."

Don Renato Ziggiotti proclamato "gran cacico" dei Borozos (Meruri, Mato Grosso, 25.07.1957)

Dedicò i primi due anni di rettorato alla visita delle case d'Europa. Da Roma il 12-13 giugno 1954 confermava: “Ho visitato la maggior parte delle case d'Italia, Spagna, Portogallo, Francia, Germania, Austria, Belgio, Paesi Bassi, Inghilterra, Irlanda, Malta... Mi è caro comunicare a tutti che la mia vocazione salesiana si è confortata e rassodata a mille doppi nel vedere con i miei occhi quanto San Giovanni Bosco è amato e venerato nel mondo; e quanto Maria Ausiliatrice continua l'opera sua di Madre e Maestra della nostra Famiglia”
"Alla fine del 1954 fu in medio Oriente. Dedicò il 1955 all'India del sud e del nord, alla Birmania, alla Thailandia, al Giappone, all'Australia, alla Tasmania, agli Stati Uniti, al Canada. Non pareva mai stanco: da un luogo all'altro con persone d'alto rango, con confratelli, con comunità maschili e femminili (quelle delle Figlie di Maria Ausiliatrice), sotto qualunque clima, nelle ore più disparate, aveva uguale il sorriso, amabilissima e attesa la parola calda, vibrata, suasiva. Allo stesso modo, anche nel 1956, in visita alle Antille, al Centro America, al Messico, all'Argentina, e nel 1957, al Venezuela, alla Colombia, all'Ecuador, al Brasile, tra paesaggi stupendi di natura ma anche fra tante miserie di tribù accudite dai missionari, coi lebbrosi o nelle aldee dei Chavantes o coi Tucanos del Rio Negro: disposto a tutto, a essere incoronato gran cacico dei Borazos del Mato Grosso, o ad avventurarsi per fiumi insidiosi su fragili imbarcazioni, o a bere la ciccia, opera di lunga masticazione e insalivazione di vecchie Kivare. E finalmente, nel 1960, ancora Stati Uniti, poi Patagonia con la Terra del Fuoco, Cile, Perù, Bolivia, Paraguay e Brasile per la terza volta." 
Nel maggio del 1965, a quasi 74 anni, lucido e in salute, ma provato dai viaggi e dalle sedute del Concilio Vaticano II, decise di ritirarsi dal proprio incarico di Rettor Maggiore, rompendo con la tradizione dei suoi predecessori, che erano rimasti al governo della Congregazione fino alla morte. 

Don Renato Ziggiotti in un incontro con Paolo VI durante il Concilio Vaticano II - Castel Gandolfo 1963

"Il gesto di richiesta di esonero con cui don Ziggiotti concluse il suo rettorato è un fatto significativo della sua personalità, del suo amore per la Congregazione e del suo intuito dei tempi. Era un gesto inedito, unico nel suo genere. Io ero presente in quel Capitolo e ricordo l'impressione enorme che lo accompagnò. Qualcuno gli aveva prospettato i danni della rottura di una “tradizione” come un pericolo; ma rimase fermo. Fu, il suo, un gesto ammirevole per la densità di virtù, per la visione di prudenza e per il sincero amore alla Congregazione, [...] e venne percepito in Congregazione e fuori come espressione di una personalità umile, coraggiosa, realista, aperta alla ventata di aria fresca del Concilio, fedele a don Bosco e sinceramente preoccupata di far crescere la sua Opera nei tempi nuovi.
Il giorno dopo l'elezione del suo successore, un confratello, don Giovanni Raineri, passeggiava solo con don Ziggiotti nella hall dell'Ateneo. Arrivò un fattorino delle Poste e Telegrafi; portava un telegramma che il portiere diede subito a don Ziggiotti. Cercò gli occhiali per leggerlo e, non trovandoli, disse al confratello: “Leggimelo tu”. Il testo era piuttosto lungo e proveniva dall'onorevole Aldo Moro (allora Presidente del Consiglio del governo italiano); gli esprimeva i suoi sensi di ammirazione per l'esempio dato con visione di futuro. Naturalmente nel telegramma c'erano anche apprezzamenti assai lusinghieri per la sua persona. Don Ziggiotti sorrise e commentò: “È un'esagerazione, e tu non dire niente a nessuno!”."
In quei giorni anche Paolo VI gli porgeva questo saluto di congedo: ”Salutiamo con affettuosa riverenza il caro Rettor Maggiore uscente, don Renato Ziggiotti, col quale Noi stessi avemmo felici rapporti di amichevole comprensione e di efficace collaborazione, e del quale seguimmo con ammirazione e con plauso l'opera intelligente, instancabile e tanto positiva. Don Bosco può essere contento di lui, come lo sono stati i Confratelli e gli assistiti della Congregazione Salesiana: il Signore lo benedica!”. 
Dal 1965 al 1971 fu Rettore del Tempio da lui edificato sul Colle natale di don Bosco, che diveniva sempre più meta di pellegrini da tutto il mondo.
Nel 1971, prossimo agli ottant'anni, ritornò nel suo Veneto, e concluse i suoi giorni presso la casa “Sacro Cuore” di Albarè di Costermano, sulle colline veronesi a ridosso del lago di Garda.
Fu a Pordenone nel 1974 per celebrare il cinquantesimo della casa, e al Manfredini di Este nel 1980 per il suo sessantesimo di sacerdozio. Morì ad Albarè il 19 aprile 1983.